# Ariadne Foundation
Die Ariadne Foundation war eine Non-Profit-Organisation der EU und der Schweiz, die bei der Standardisierung von Wissensaustausch und -wiederverwendung mitwirkte.
Die Ziele waren u. a.
- Verbesserung der Grundlagen- und angewandten Forschung zur Erstellung, gemeinsamen Nutzung und Wiederverwendung von Wissen durch Technologie
- Entwicklung und Bereitstellung von Methoden und Software für einen flexiblen, effektiven und effizienten Zugang zu großen Wissensdatenbanken

Dazu zählte u. a. die Mitarbeit am SCORM-Standard. Ariadne ist Mitglied des Global Learning Objects Brokering Exchange Alliance (GLOBE).
Die Stiftung hatte ihren Sitz in Löwen in Belgien. Es gab zwei Formen institutioneller Mitgliedschaft: ARIADNE Zentren und „affiliate“ Mitglieder (assoziierte Mitglieder).
Mit Beschluss vom 30. September 2021 wurde die Stiftung geschlossen. Die Liquidation endete im Juli 2022.